# انزا باریلا
انزا باریلا (انگلیسی: Enza Barilla؛ زادهٔ ۱۰ آوریل ۱۹۹۱) بازیکن فوتبال اهل استرالیا است.